# Грант, Патрик
Сэр Патрик Грант (англ. Patrick Grant; 11 сентября 1804, Ивернессшир — 11 сентября 1895 или март 1895, Кенсингтон и Челси, Большой Лондон) — британский фельдмаршал шотландского происхождения.

## Биография
Родился в 1804 году в Инвернессе (Горная Шотландия). Был вторым сыном майора Джона Гранта и его жены Анны. Несмотря на чин отца, семья не была богатой и не имела влиятельных покровителей. В возрасте около 16 лет, в 1820 году, Патрик Грант отплыл в Индию, где поступил офицером (энсином, аналог подпоручика) в туземный (то есть, набранный из местных жителей) полк Британской Ост-индской компании. К 1832 году он был капитаном, а к 1834 году — бригад-майором; спустя несколько лет был переведён в штаб.
В составе штаба военачальника сэра Хью Гофа Грант в 1843 году принимал участие в кампании в Гвалиоре, принял участие в битве при Махараджпоре в декабре того же года. Во время Первой англо-сикхской войны Грант принял участие в нескольких сражениях, был дважды ранен. К 1846 году он получил чин бревет-подполковника.
Во время Второй англо-сикхской войны Грант принимал участие в битве при Чиллианвале в январе 1849 года и битве при Гуджрате в следующем месяце. В 1850 году под командованием сэра Чарльза Джеймса Нейпира принимал участие в операциях против пуштунов в Кохате. В 1854 году он стал генерал-майором, а в 1856 году — генерал-лейтенантом и главнокомандующим британской Мадрасской армией.
Когда разразилось Сипайское восстание, и генерал Джордж Энсон умер от холеры во время марша против мятежников в мае 1857 года, Грант, как старший оставшийся в Индии генерал, был вызван в Калькутту, чтобы стать исполняющим обязанности главнокомандующего в Индии. Из Калькутты он руководил операциями против сипаев, отправив сильные вооружённые отряды для помощи Канпуру и Лакхнау. Хотя генерал-губернатор Индии лорд Каннинг рекомендовал утвердить Гранта на посту главнокомандующего, в Великобритании решили иначе и преемником Энсона был назначен сэр Колин Кэмпбелл. Таким образом, по прибытии Кэмпбелла из Англии в августе 1857 года Грант снова вернулся к должности командира Мадрасской армии.
В 1861 году Грант вернулся в Англию. В 1867 году он стал британским губернатором Мальты, а в 1870 году был повышен до полного генерала. В 1874 году был назначен на почётную должность губернатора Королевского госпиталя для ветеранов в Челси, в 1877 году вышел в отставку с военной службы (сохранив за собой должность губернатора Королевского госпиталя), в 1883 году, находясь в отставке, был произведён в фельдмаршалы.
Скончался в Челси в 1895 году и был похоронен в Лондоне, однако кенотаф в память о военачальнике был установлен также в Инвернессе, откуда он был родом, на родовых землях шотландского клана Грант.